# Roger Bushell
Pour les articles homonymes, voir Bushell.
Roger Bushell, né le 30 août 1910 et assassiné par la Gestapo à Ramstein, près de Kaiserslautern en Rhénanie-Palatinat le 29 mars 1944, était le commandant du « Comité X », à l'origine de l'organisation de l'évasion de quelque deux cents officiers de la Royal Air Force du Stalag Luft III au cours de la nuit du 24 mars 1944. 

## Biographie
Né en Afrique du Sud, il appartenait au corps des aviateurs de la Royal Auxiliary Air Force, après une carrière sportive dans le ski de compétition.
Dans le film La Grande évasion, le personnage de Roger Bartlett interprété par Richard Attenborough, est calqué sur la personnalité de Roger Bushell. Ce film est une adaptation d'un récit de Paul Brickhill, retraçant des événements s'étant réellement passés.
Dans le livre écrit par Paul Brickhill en 1950, R. Bushell est le héros principal et on le suit dès son arrivée au camp de Stalag Luft III du côté de Żagań (Pologne actuelle) jusqu'à son évasion par le tunnel Harry le 24 mars 1944.
Après leur arrestation dans la gare de Sarrebruck dans leur tentative de fuite vers la liberté Roger Bushell, (ce fut sa 3e évasion), et son compagnon d'échappée le sous-lieutenant français Bernard Scheidhauer (officier pilote dans la RAF), sont extraits de leur cellule le 29 mars au matin puis, encadrés par trois Allemands, embarqués dans un véhicule automobile de la Gestapo pour une destination qu'ils ignorent.
On connait le sort qui leur fut réservé après les résultats d'une enquête menée après la guerre pendant plus de dix huit mois par Frank McKenna, ancien officier mécanicien de bord sur bombardier Lancaster de la RAF et auparavant policier enquêteur à Blackpool. Cette enquête qui lui permit de retrouver, de faire juger et condamner à Hambourg dix-huit criminels de guerre en relation avec la Grande évasion, avait été diligentée par le Gouvernement britannique, outré du traitement réservé par les nazis aux évadés de Sagan du 24 mars 1944.
Plusieurs des accusés comparaissant au Tribunal réuni pour le Procès tenu à Hambourg du 1er juillet au 3 septembre 1947 y ont fait état d'ordres édictés par Hitler en personne, fixant à cinquante le nombre d'exécutions capitales, applicable à cinquante des fuyards repris.
C'est le Dr Leopold Spann, responsable de la Gestapo de Sarrebruck, qui dans la nuit du 28 au 29 mars a reçu par téléimprimeur un message de Berlin concernant les deux officiers britanniques (sic). Ceux-ci devront être sortis de  leur cellule, emmenés à l'extérieur de la ville puis abattus. Spann et Emil Schulz, un de ses hommes qui est en service de nuit, réveillent le responsable du transport Walter Breithaupt qui dort au-dessus du garage et doit conduire le véhicule nécessaire. Après avoir été extraits de leur geôle, Roger Bushell et Bernard Scheidhauer,  sont donc emportés hors de Sarrebruck. Après avoir parcouru une trentaine de kilomètres en direction de Kaiserslautern, le véhicule est arrêté près de Ramstein, en rase campagne, pour "permettre" aux deux évadés de satisfaire un besoin naturel. C'est à ce moment-là que Spann abat successivement Bushell et Scheidhauer d'une balle de pistolet dans la nuque. Scheidhauer meurt sur le coup mais constatant que Buschell respire encore, Spann ordonne alors "d'achever le travail" à Schulz mais ce dernier, mal à l'aise, s'y prend à deux fois pour donner le coup de grâce à Bushell. Schulz déclarera en 1947 au tribunal n'avoir pu faire autrement risquant lui-même d'être éliminé. Breithaupt n'a tiré aucun coup de feu mais le tribunal retint contre lui un haut degré de complicité dans les deux meurtres. 
Les deux cadavres sont ensuite ramenés à Sarrebruck pour y être secrètement incinérés.  Leurs urnes cinéraires, avec celles de quarante huit autres compagnons d'infortune assassinés, comme eux, en d'autres endroits du territoire du Reich, sont ensuite expédiées au Stalag Luft III à Żagań. Conscients du non-respect des conventions internationales protégeant les prisonniers de guerre, le pouvoir nazi a tenté de faire croire que les cinquante officiers avaient eux-mêmes été à l'origine de leur mort, abattus à proximité du camp de Żagań dans leur tentative d'évasion. 
Les cinquante urnes reposent désormais dans une tombe collective de la partie britannique du cimetière militaire (Old Garrison Cemetery) à Poznań.
C'est en mai 1949, que fut publié le document n°4 du Missing Research & Inquiry Unit de la Royal Air Force donnant, parmi d'autres, les noms des assassins de Bushell et Scheidhauer.
À Hambourg, Spann qui avait été tué à Vienne (en Autriche) au cours d'un bombardement aérien allié ne put être jugé. Schulz fut condamné à mort puis pendu en février 1948, tandis que Breithaupt, condamné à la réclusion à vie échappa à l'exécution capitale...